# The Art of the Steal
El arte de robar fue la segunda película que dirigió Jonathan Sobol y, como en su ópera prima -A Beginner’s Guide to Endings (2010)-, también se encargó de elaborar el guion. El gran protagonista de este filme, que estuvo nominado en el Festival de Toronto al Premio del Público como Mejor película, fue Kurt Russell.

Distribución en DVD
Cinta de suspense y acción protagonizada por los taquilleros Kurt Russell (Fast & Furious 8) y Matt Dillon (Juegos salvajes) al más puro estilo Ocean's eleven. Ingeniosos diálogos, un ritmo frenético y numerosos giros argumentales caracterizan a la cinta de Jonathan Sobol (Guía de finales para principiantes), para quién El arte de robar es su segundo largometraje como director.
La producción canadiense, rodada en Hungría, Rumanía y Canadá, fue presentada en el Festival internacional de cine de Toronto en el año 2013. Con un presupuesto de 55.000 euros, el filme fue estrenado en algunas salas de cine, pero en la mayoría de países su distribución fue directamente en DVD y Blu-ray.
The Art of the Steal. EE.UU., 2013. 86 min. Thriller. Dir.: Jonathan Sobol. Int.: Kurt Russell, Jay Baruchel, Katheryn Winnick, Chris Diamantopoulos.
- Datos: Q3520019